# Back 2 Back
Back 2 Back från 2011 är ett musikalbum med Bengt Hallberg och Jan Lundgren. De två pianisterna spelar på var sin flygel – rygg mot rygg. Det är Hallbergs första album på över 10 år.

## Låtlista
1. All Things (Bengt Hallberg/Jan Lundgren) – 3:08
2. Autumn Walk (Bengt Hallberg) – 5:08
3. The Longest Night (Jan Lundgren) – 5:17
4. Cheers (Bengt Hallberg) – 2:53
5. Lucky Corner (Bengt Hallberg) – 3:48
6. Ständchen, op.135 (Franz Schubert) – 3:53
7. London 5:30 (Jan Lundgren) – 4:40
8. Sweet Georgia Brown (Ben Bernie/Maceo Pinkard/Kenneth Casey) – 2:54
9. La polka du roi (Charles Trenet) – 4:27
10. Maple Leaf Rag (Scott Joplin) – 3:03
11. Picasso Blues (Bengt Hallberg/Jan Lundgren) – 4:41
12. Lover Man (Jimmy Davis/Roger Ramirez/James Sherman) – 6:40

## Medverkande
- Bengt Hallberg – piano
- Jan Lundgren – piano

## Listplaceringar
| Lista (2011–12) | Topplacering |
| --------------- | ------------ |
| Sverige         | 12           |